# Perineo

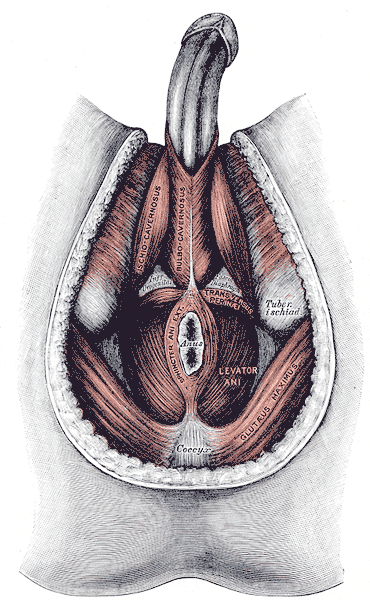
Muscoli del perineo maschile

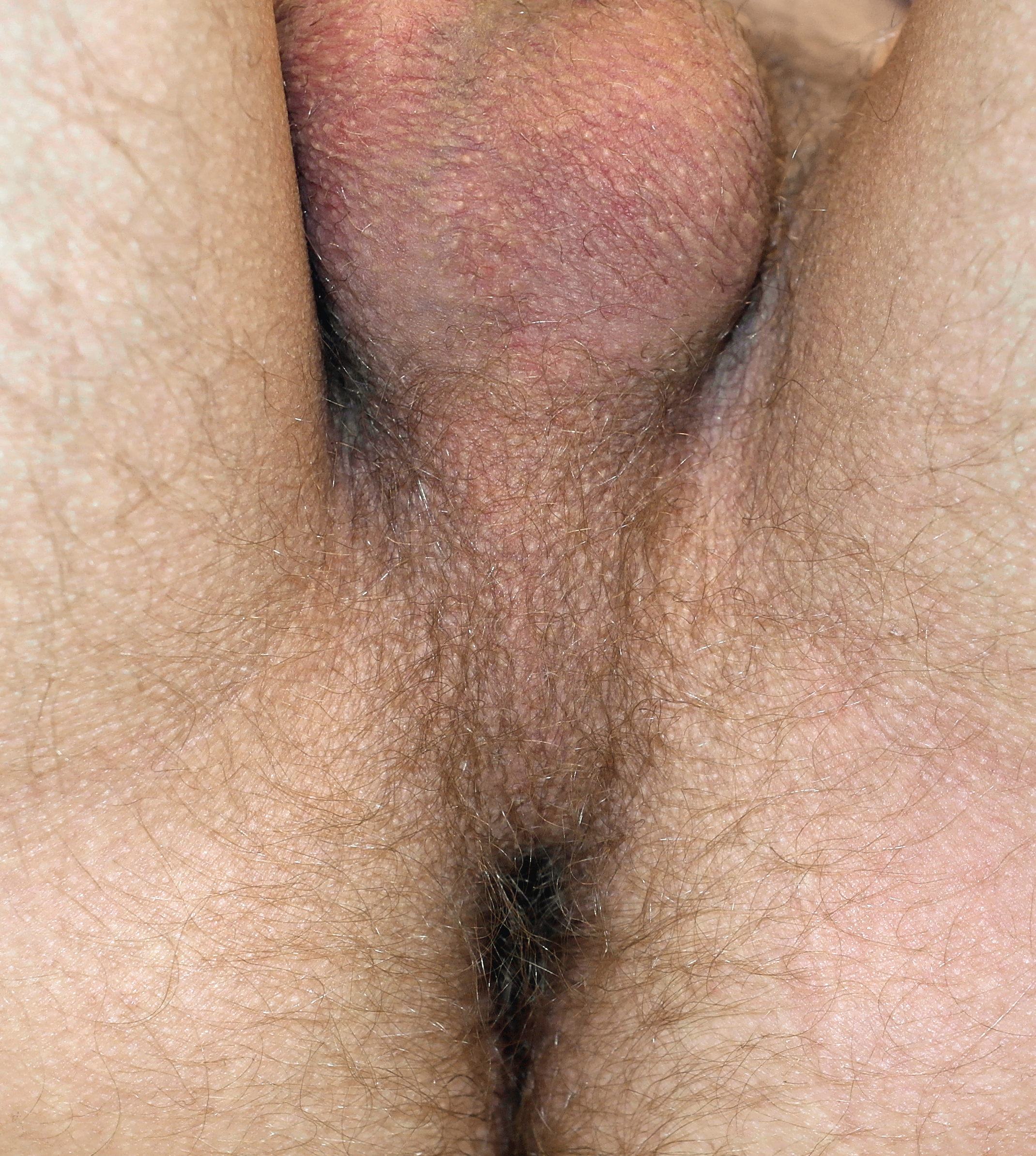
Perineo maschile

Il perinèo è uno spazio anatomico, che osservato in un individuo umano posto in posizione dorso-sacrale, detta anche posizione ginecologica (sdraiato sul dorso con le cosce e le gambe flesse e allargate), risulta delimitato in alto dallo scroto per gli individui di sesso maschile o dall'estremità inferiore dell'orifizio vaginale per individui di sesso femminile, mentre in basso è delimitato dall'ano per ambi i sessi. Una linea ideale tracciata da una tuberosità ischiatica all'altra la divide in una zona superiore urogenitale, che nella donna contiene la vagina e nell'uomo lo scroto, e in una zona inferiore anale. Il perineo viene spesso considerato come una zona erogena ed esogena. La sua funzione è quella di favorire l'eiaculazione grazie al movimento del muscolo.
Ha una forma di losanga e comprende il diaframma pelvico (piano perineale profondo), detto anche trigono urogenitale (piano perineale medio), e il piano superficiale del perineo. È costituito da un piano muscolo aponevrotico e da quello cutaneo, riccamente fornito di peli e ghiandole sebacee.
In profondità è delimitato anteriormente dai rami ischiopubici e posteriormente dai legamenti sacrotuberosi.

## Piani del perineo

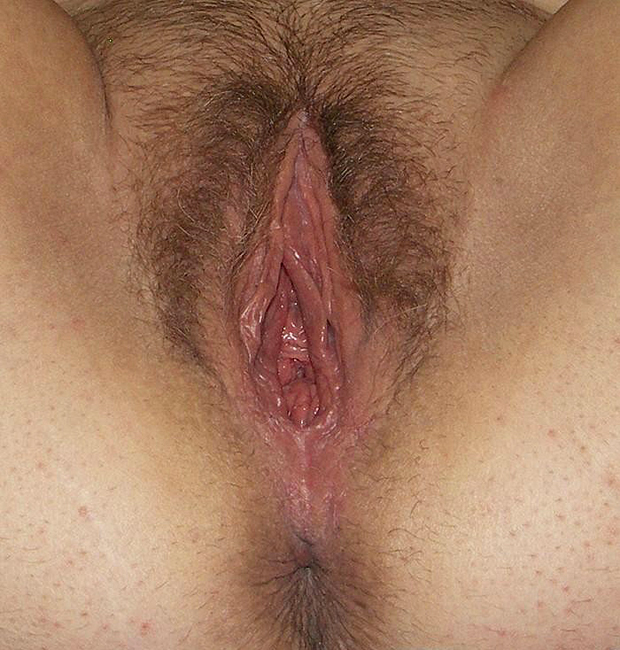
Perineo femminile

### Piano perineale profondo o diaframma pelvico
Presenta la forma di un imbuto a concavità superiore, il cui margine anteriore è dato dal muscolo elevatore dell'ano mentre quello inferiore dal muscolo ischio-coccigeo.
Superiormente a detti muscoli, si trova la fascia pelvica, derivata dalla fusione della fascia propria dei due muscoli.
Questa si continua posteriormente con la fascia del muscolo piriforme del bacino e poi sui lati con la fascia del muscolo otturatore interno.
Il diaframma pelvico divide la cavità del piccolo bacino in due parti:
- La cavità pelvica vera e propria, soprastante
- La fossa ischio-rettale, sottostante

La fossa ischio-rettale presenta una cavità a forma di ferro di cavallo contenente un'abbondante quantità di grasso in cui decorrono diversi nervi (pudendo interno, otturatore interno, elevatore dell'ano). Essa è chiusa in avanti per l'aderenza che il muscolo elevatore dell'ano prende sul pube mentre si apre posteriormente all'esterno nel piccolo foro ischiatico.

### Piano perineale medio o trigono uro-genitale
Ha una forma grosso modo triangolare ed è teso tra i labbri posteriori delle branche ischio-pubiche.
Presenta la fascia perineale media detta legamento trasverso pelvico di Henle che è unica nella sua parte più alta mentre si sdoppia più in basso.
Lo sdoppiamento porta alla formazione di un foglietto ventrale e di uno dorsale, nello spessore dei quali decorre il muscolo trasverso profondo del perineo, teso da una branca ischio-pubica all'altra. Nel trigono uro-genitale vi è il muscolo sfintere striato dell'uretra, dipendenza del muscolo trasverso profondo.
Nella femmina il trigono uro-genitale è percorso dalla vagina, mentre nel maschio contiene le ghiandole di Cowper. In entrambi decorrono nel trigono il nervo e l'arteria pudenda interna.

### Piano perineale superficiale
È costituito dalla fascia perineale superficiale tesa tra i due labbri anteriori delle branche ischio-pubiche.
Essa si continua inferiormente col foglietto ventrale di sdoppiamento della fascia perineale media; superiormente si continua come fascia del pene o come fascia della clitoride.
Nello spazio compreso tra la fascia perineale superficiale e la fascia perineale media vi è la loggia peniena nel maschio o la loggia clitoridea nella femmina.
In tale spazio sono compresi rispettivamente i corpi cavernosi del pene e della clitoride.
Nella porzione più bassa delle logge si trova il muscolo trasverso superficiale del perineo, teso tra le due tuberosità ischiatiche.